# 극하근
가시아래근(infraspinatus muscle) 또는 극하근(棘下筋)은 두꺼운 삼각형 근육으로, 극하와(棘下窩, infraspinatous fossa)의 주요 부분을 점한다. 회전근개(rotator cuff) 네 근육 중 하나로서, 주요 기능은 상완골의 외회전(external rotation)과 어깨관절(shoulder joint)의 안정화를 담당한다.

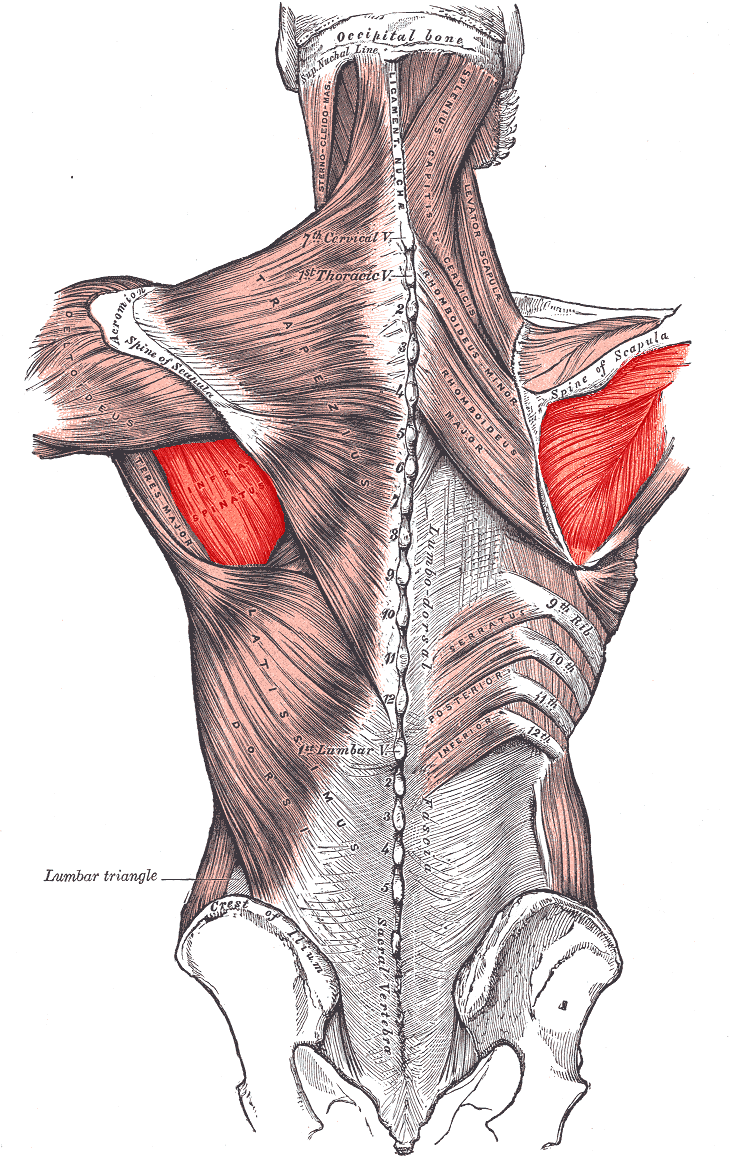
상지(upper extremity)를 척추(vertebral column)와 연결하는 근육(후면)

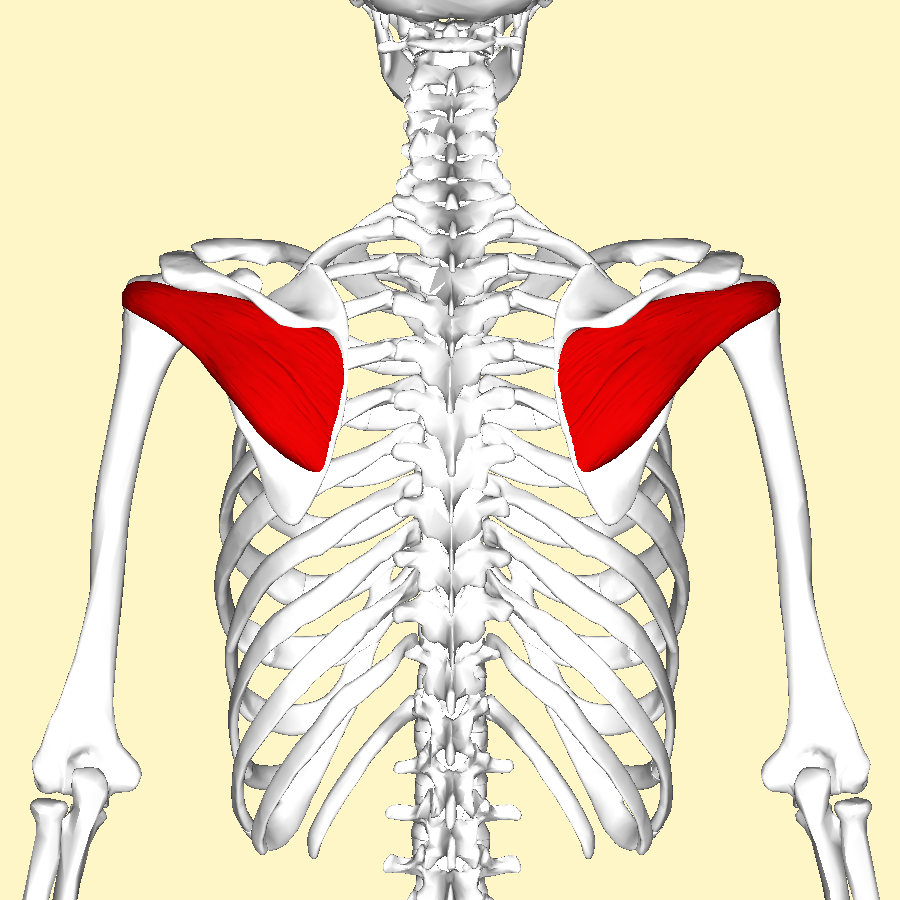
후면에서 본 극하근(적색부분)

## 구조
극하근은 내측으로는 견갑골(scapula) 극하와에 부착되어 있고, 외측으로는 상완골 대결절(greater tubercle)의 중간면(medial facet)에 부착되어 있다. 근육은 극하와의 내측 2/3 지점에서 육섬유(fleshy fiber)로 시작하며, 극하와의 표면에서 융기(rodge)들로부터 건섬유(tendinous fiber)들로부터 시작된다. 또한 극하근을 덮는 극하근막(infraspinatous fascia)에서 시작되며 대원근(teres major)과 소원근(teres minor)으로부터 분리된다.
섬유들은 힘줄에 모이며, 견갑골 척추 외측연(lateral border)을 활주하여, 어깨관절 연골 후방부위를 가로질러 가면서, 상완골 대결절 위에 있는 중간압흔(middle impression)으로 만입된다.
극하근이 상완근으로 향하여서 능형근으로 만입되는 것은 동일한 극상근(supraspinatus) 만입보다도 크다. 이는 극하근이 극상근만큼이나 자주 회전근개(rotator cuff) 파열에 관여하는 이유이다.

### 관계
극하근 힘줄은 점액낭(bursa)에 의해 어깨관절 연골로부터 분리되기도 하는데, 이는 관절강(joint cavity)과 이어질 수 있다.

### 신경분포
극상신경(suprascapular nerve)은 극상근과 극하근에 분포한다. 이 두 근육은 각각 팔을 외전(abduction)하거나 외회전(lateral rotation)하는 기능이 있다.

### 변이
극하근은 대원근과 자주 결합된다.

## 기능
극하근은 어깨 외회전 근육이다. 팔이 고정된 상태에서 견갑골 하각(inferior angle)을 내전(adduction)시킨다. 협동근(synergist)은 소원근과 삼각근(deltoid)이다. 극하근과 소원근은 상완골두(head of the humerus)를 외회전(outward rotation, 혹은 external rotation, lateral rotation)시킨다. 또한 팔을 뒤로 젖히는 데에도 도움을 준다. 또한 극하근은 어깨관절 연골을 강화한다.

## 동물
진화론적 관점에서 흉근(pectoral muscles), 즉 대흉근(pectoralis major)과 소흉근(pectoralis minor)은 오훼돌기(coracoid)를 상완골에 연결하는 원시 근육층(primitive muscle sheet)에서 진화했다고 본다. 파충루 후기에서 포유류 초기로 진화하면서, 이 근육은 등으로 밀려나갔지만, 구성요소 대부분은 대흉근으로 진화되어, 일부 섬유는 견갑골에 붙어서 극상근, 극하근, 견갑하근(subscapularis)으로 진화하였다.

## 같이 보기
- 대흉근
- 소흉근
- 대원근
- 소원근
- 삼각근
- 인체 골격근 목록